# Urgehal

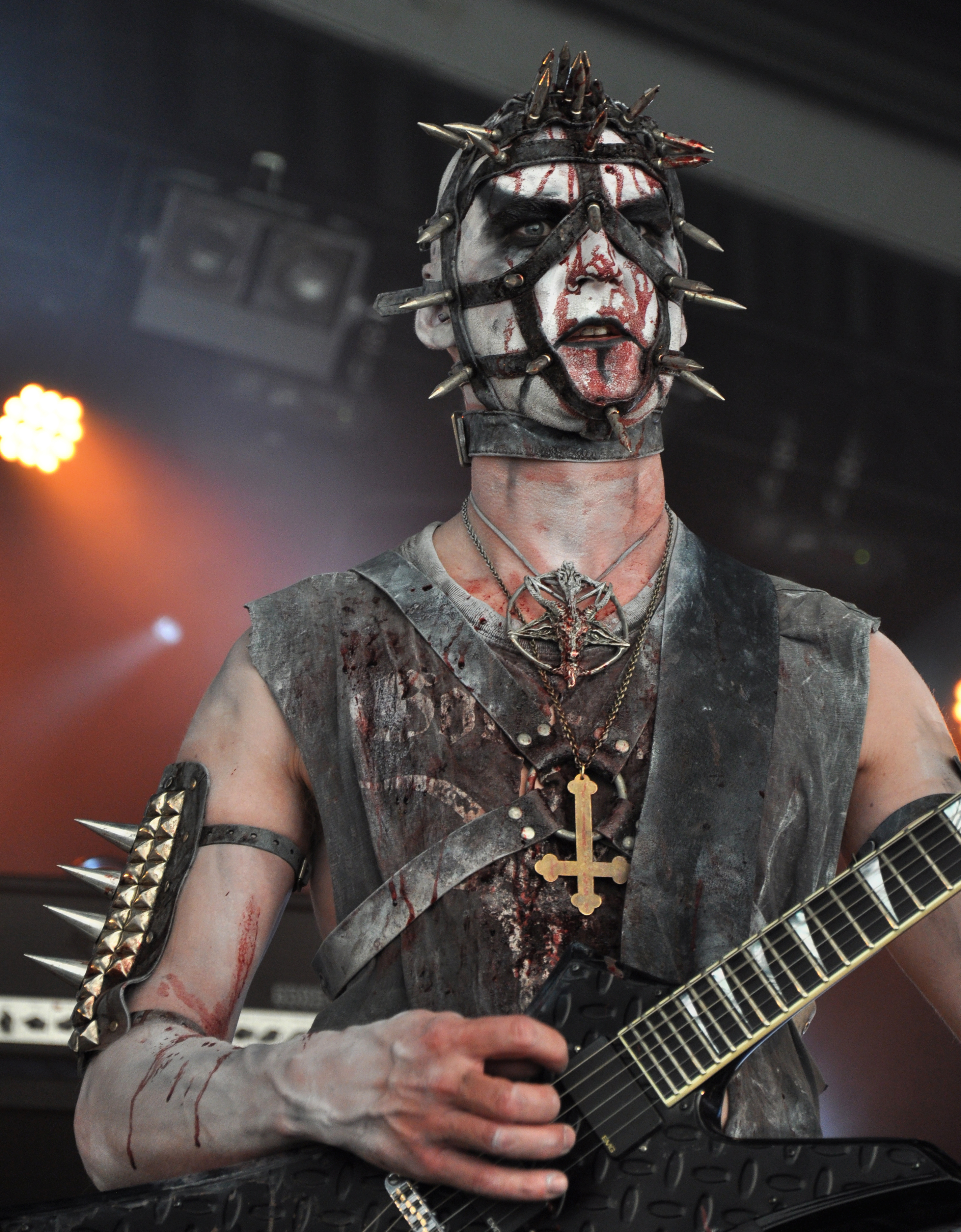
Enzifer podczas koncertu, 2011

Urgehal – norweski zespół blackmetalowy powstały w  1992 roku w Hønefoss. Założycielami są: wokalista Nefas i gitarzysta Enzifer. Zespół ma na swoim koncie sześć albumów studyjnych, dwa dema, dwa splity i dwa minialbumy. Teksty utworów oscylują wokół tematyki satanizmu, mroku i śmierci. Obecnie muzycy związani są z francuską wytwórnią Season of Mist.
Brzmienie zespołu przypomina charakterystyczną wczesną scenę norweskiego black metalu z początków lat 90. XX wieku. Ponadto, cechą charakterystyczną zespołu jest wyjątkowo mocny corpsepaint oraz zwracająca uwagę charakteryzacja Enzifera (ćwieki i gwoździe na całym ciele, włącznie z twarzą). 

## Muzycy
Opracowano na podstawie materiału źródłowego:
Obecny skład zespołu
- Enzifer – gitara (od 1992), perkusja (1992-1997)
- Jarle "Uruz" Byberg – perkusja (1998-2008, od 2011)
- Lloyd "Mannevond" Hektoen – gitara basowa (od 2007)

Byli członkowie zespołu
- Chiron – gitara basowa (1992-1997)
- Siw Therese "Aradia" Runesdotter – instrumenty klawiszowe (1992-1995)
- Tomas "Sregroth" Torgersbråten – gitara basowa (2003-2006)
- Eirik Renton – perkusja (2008-2010)
- Trond "Nefas" Bråthen (zmarły)[2] – śpiew, gitara (1992-2012)

Gościnna współpraca
- Ørjan "Høest" Stedjeberg – śpiew (2007)

## Dyskografia
Opracowano na podstawie materiału źródłowego:

Albumy studyjne
- Arma Christi (1997, No Colours Records)
- Massive Terrestrial Strike (1998, No Colours Records)
- Atomkinder (2001, Flesh for Beast)
- Through Thick Fog Till Death (2003, Flesh for Beast)
- Goatcraft Torment (2006, Flesh for Beast)
- Ikonoklast (2009, Season of Mist)
- Aeons in Sodom (2016, Season of Mist)

Minialbumy
- Demonrape (2005, Agonia Records)
- Death Is Complete (2011, Folter Records)

Dema
- Ferd (1994, wydanie własne)
- Rise of the Monument (1995, wydanie własne)

Kompilacje
- The Eternal Eclipse - 15 Years of Satanic Black Metal (2007, )
- Rise of the Monument (2009, Folter Records)

Splity
- A Norwegian HAIL to VON (2006, Holycaust Records)
- Satanisk Norsk Black Metal (2007, BlackSeed Productions)